# Comps-la-Grand-Ville
Comps-la-Grand-Ville – miejscowość i gmina we Francji, w regionie Oksytania, w departamencie Aveyron. W 2013 roku jej populacja wynosiła 588 mieszkańców. Przez gminę przepływa rzeka Viaur. 